# ثمرة متكدسة
الثمرة المتكدسة (بالإنجليزية: Aggregate fruit)‏ هي ثمرة تنشأ من أخبية منفصلة لزهرة واحدة مع أجزاء أخرى من الزهرة عادة، وتوجد منها أنواع تختلف حسب نوع ثمرتها كما يلي:
- مجموعة فقيرات: وفيها الوحدة فقيرة، يتجمع عدد منها على تخت الزهرة كما في شقائق النعمان والورد والفراولة.[1][2]
- مجموعة جرابيات : وفيها الوحدة ثمرية جرابية يتجمع عدد منها على تخت الزهرة كما في ثمرة سبيريا Spiraea vanhouttei.
- مجموعة عوزات: وفيها الوحدة عوزة أو عنبة كما في ثمرة القشطة.
- مجموعة حسلات: وفيها الوحدة حسلة كما في جنس التوت البري (باللاتينية: Rubus).

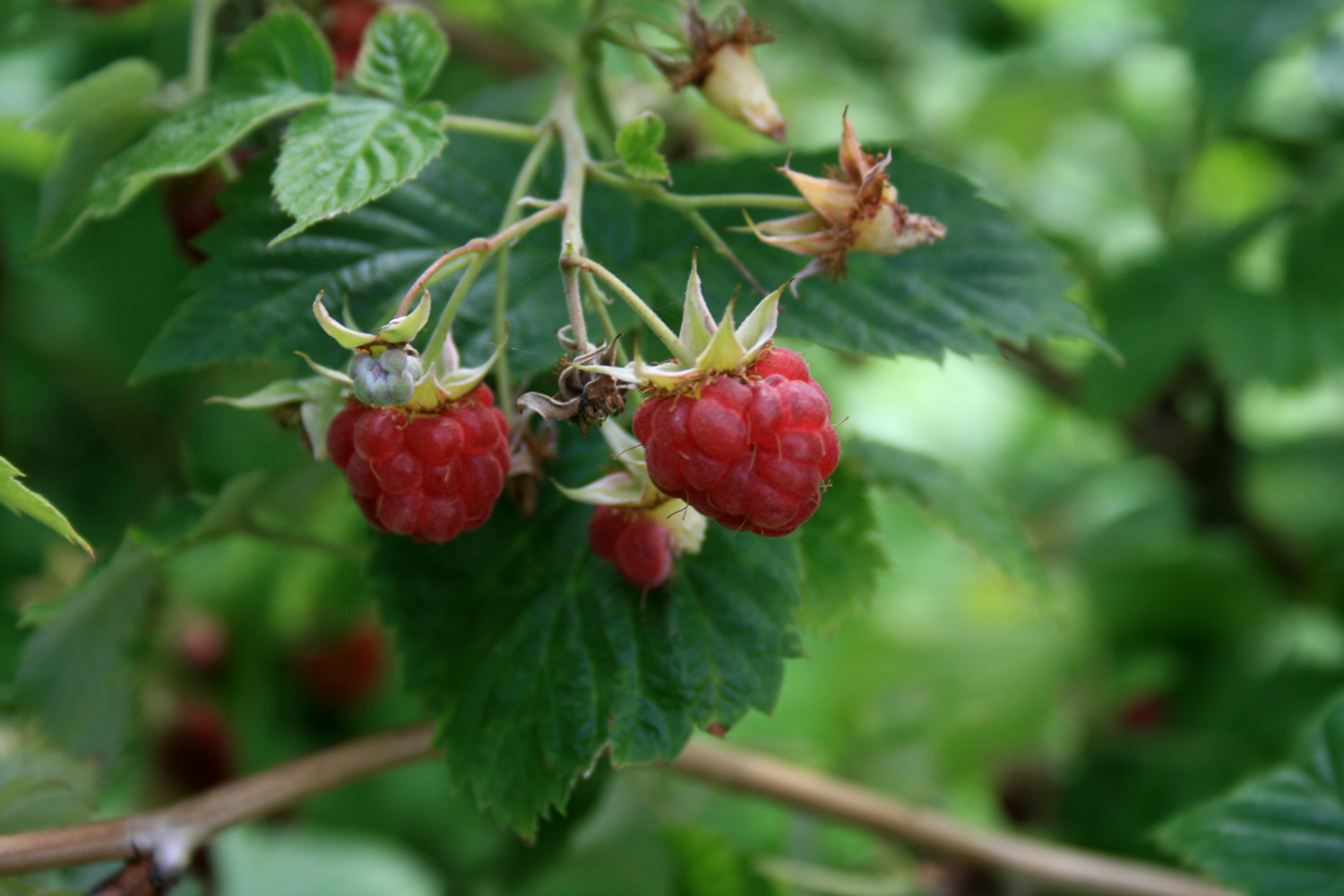
ثمرة توت العليق الأوروبي هي ثمرة متكدسة من مجموعة حسلات